# FN MAG
FN MAG (fran. Mitrailleuse D'Appui General - mitraljez za univerzalno podporo) je belgijski puškomitraljez, ki ga je v petdesetih letih dvajsetega stoletja v tovarni Fabrique Nationale (FN) razvil Ernest Vervier . Do danes je puškomitraljez doživel številne predelave in izboljšave tako da danes obstaja več kot pet verzij tega orožja ter številne podverzije. Ker je preizkušeno in izredno zanesljivo orožje ga uporabljajo več kot 70 državah po vsem svetu med kateri je tudi Slovenska vojska.
Puškomitraljez je bil izdelan v kalibru 7,62 mm in uporablja NATO strelivo 7,62x51. Je zračno hlajeno orožje, ki deluje na principu odvoda smodniških plinov in odprtega zaklepa. Z orožjem je možno streljati le v rafalnem načinu. Masa orožja znaša 11,8 kg. Omogoča izredno hitro streljanje s kadenco od 650 do 1000 nab./min. Zaradi te hitrosti streljanja je 630 mm dolgo cev ob pregretju možno zamenjati. Polni se iz leve strani s trakovi po 50 nabojev. Orožje je mogoče predelati v mitraljez in sovprežni mitraljez. Z njim je možno učinkovito delovanje na sovražnika oddaljenega do 800 m, največji uporabni domet orožja pa znaša od 1.500 m do 1.800 m.

## Uporabniki
- Slovenija
- ZDA (M240)
- Združeno kraljestvo (L7)